# Intras
Intras war eine auf die Krankenversicherung spezialisierte Schweizer Versicherungsgesellschaft und gehört seit 2008 zur CSS Gruppe. 

## Geschichte
Das Unternehmen wurde 1964 in Genf durch die drei privaten Versicherungsgesellschaften Genfer, La Suisse und Vaudoise gegründet. Mit der Eröffnung einer Geschäftsstelle in St. Gallen expandierte Intras 1967 erstmals in die Deutschschweiz. 1973 wurde der Sitz nach Carouge verlegt. Nachdem in den 1980er Jahren je eine Geschäftsstelle in Lausanne und Zürich eröffnet wurde, dehnte Intras ihr Filialnetz ab Mitte der 1990er Jahre auf die gesamte Schweiz aus. 2008 schloss sich Intras der CSS Gruppe an und tritt seit 2011 auch unter der Marke CSS Versicherung auf.  
In der Grundversicherung fusionierte die INTRAS Kranken-Versicherung AG per 1. Januar 2022 mit der Arcosana AG. Ein Jahr später wurde die Arcosana AG mit der CSS Kranken-Versicherung AG fusioniert. Die CSS Kranken-Versicherung bietet den Versicherten identische Versicherungsmodelle und die gleichen Services wie die Arcosana an. In der Zusatzversicherung fusionierte die INTRAS Versicherung AG mit der CSS Versicherung AG. Die Zusatzversicherungen wurden dabei unverändert von der CSS Versicherung AG übernommen. 